# Chris Kramer (Musiker)

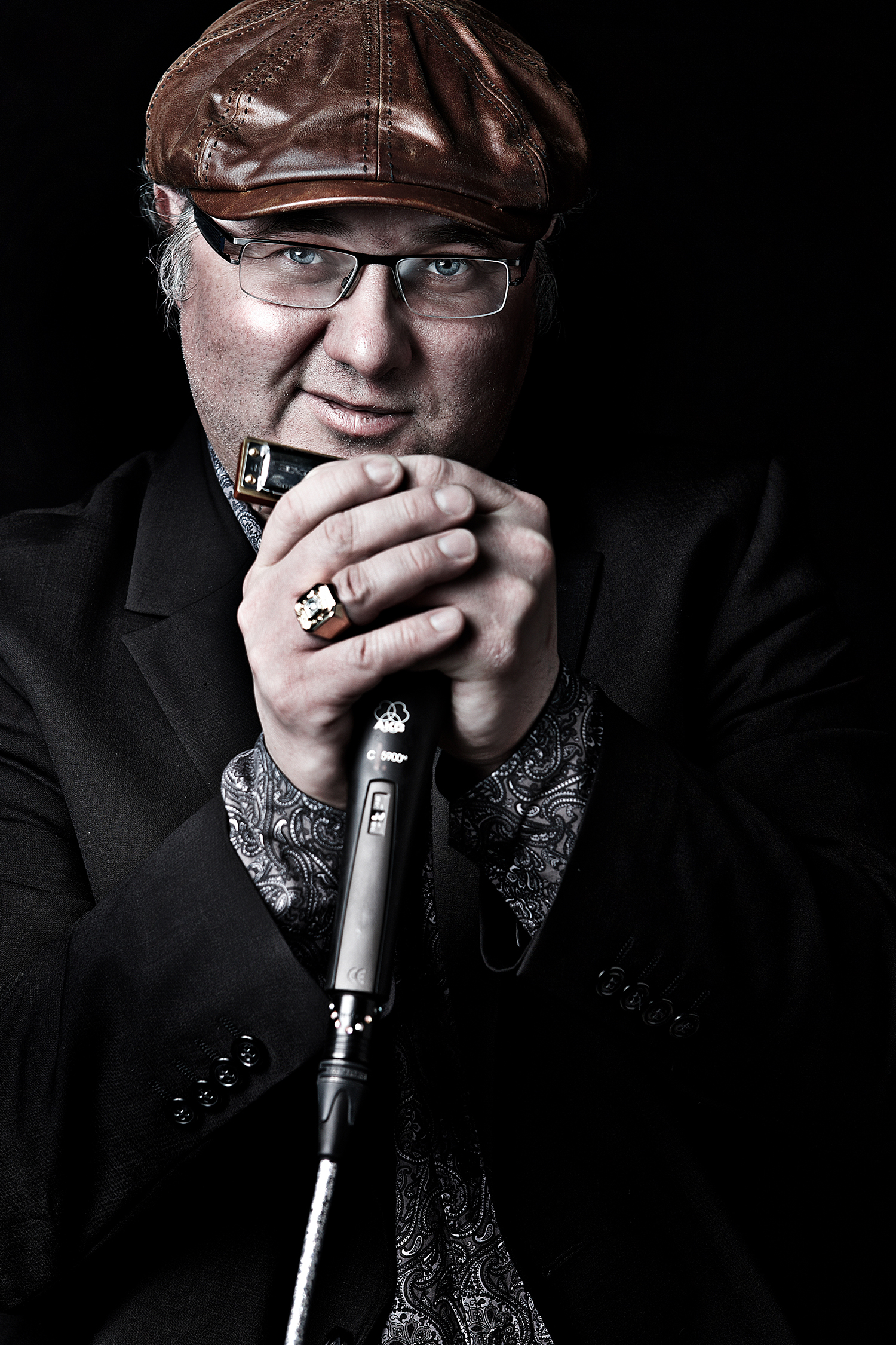
Chris Kramer (2011)

Christian „Chris“ Kramer (* 2. März 1970 in Marl) ist ein deutscher Bluesmusiker, Sänger, Mundharmonikaspieler, Gitarrist und Dobrospieler. Chris Kramers Bestreben ist, das Instrument Mundharmonika auch über den Tellerrand des Blues hinaus in unterschiedlichen Genres einzusetzen.

## Werdegang

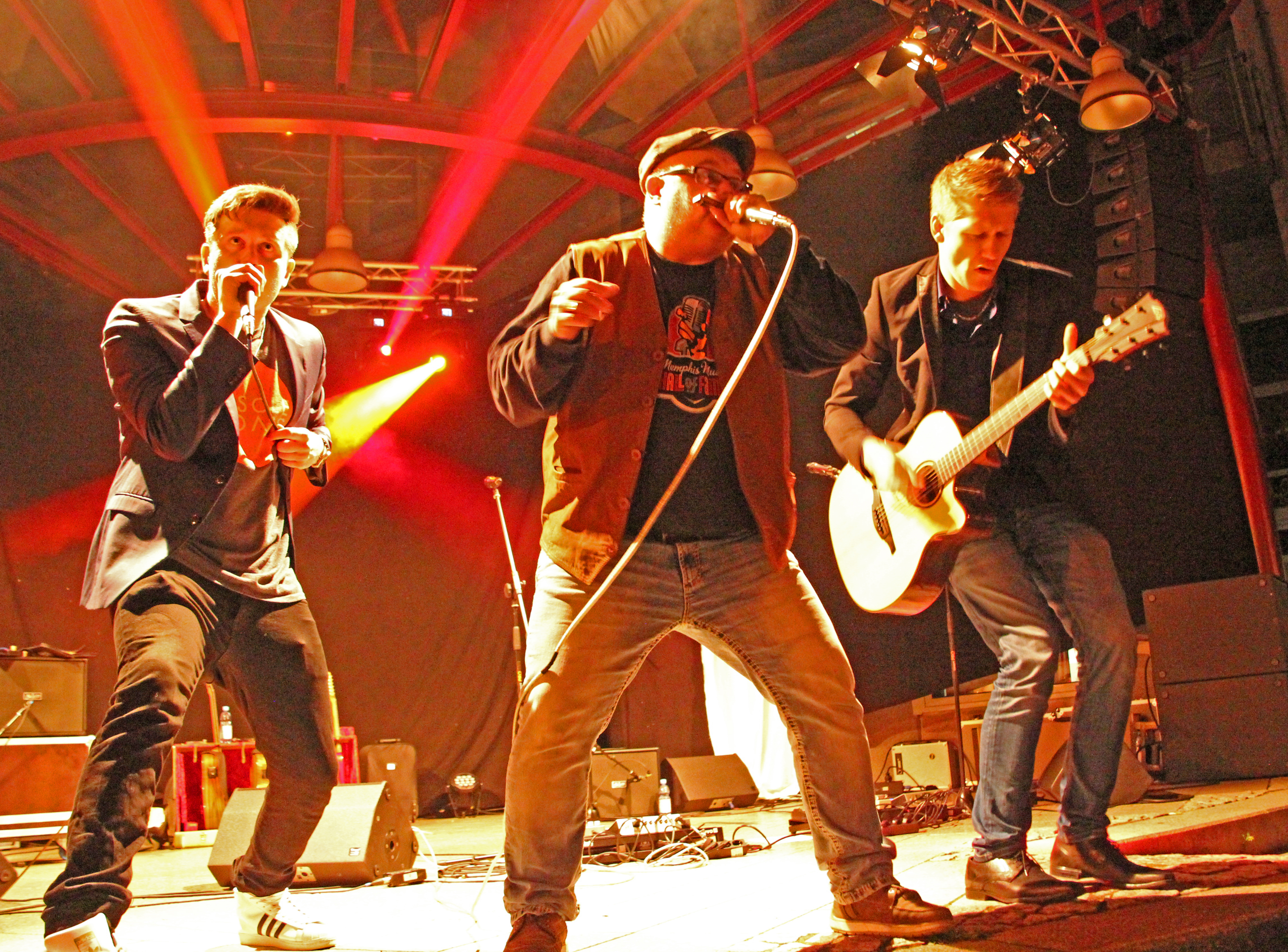
Chris Kramer & Beatbox 'n' Blues (2017)

Chris Kramer hat bereits über 30 Jahre Bühnenerfahrung und bereits mit vielen Größen des Musikbusiness zusammengearbeitet: u. a. mit Mel Gaynor (Simple Minds), Chuck Leavell (Rolling Stones), Jack Bruce (Cream), Pinetop Perkins (Muddy Waters Band) und Willie „Big Eye“ Smith (Muddy Waters Band).
Peter Maffay buchte ihn als Bluesharp-Spieler für seine Stadiontouren Die Peter-Maffay-Tour 2010 und die Extratour 2013. Auf der CD Tattoos Premium-Edition, die 2010 erschien, hat Chris Kramer bei drei Titeln (Wenn ich geh, Ohne dich und Ich bin nur ein Mann) die Mundharmonika eingespielt.
Aufgrund seiner Expertise als Bluesmusiker wurde Chris Kramer schon oft als Studiogast in diverse TV-Sendungen eingeladen.
Chris Kramer ist zudem auch Buchautor der Mundharmonika-Lehrbücher Easy Blowin‘ Vol. I, Learning Bluesharp Vol. I und Learning Bluesharp Vol. II und wird immer wieder auch als Dozent für Mundharmonika-Workshops gebucht.
Chris Kramer ist nach wie vor als aktiver Musiker in Deutschland, Norwegen, Spanien und der Schweiz unterwegs. Seit 2015 meist mit seiner aktuellen Band Chris Kramer & Beatbox ’n’ Blues und im Duo mit dem Gitarristen Paddy Boy Zimmermann.

## Förderung von Kindern und Jugendlichen
Seit 2013 initiiert er deutschlandweit Kinderprojekte an Schulen und bringt Kindern und Jugendlichen das Mundharmonikaspiel auf der in Kooperation mit Hohner entwickelten Junior-Harp bei. Chris Kramer liegt die musikalische Förderung von Kindern und Jugendlichen persönlich am Herzen und hat daher im Jahr 2012 die Gemeinnützige Chris Kramer Stiftung gegründet. Ziel der Stiftung ist die Förderung der Kunst und Kultur, insbesondere der Musik.
2015 schuf Chris Kramer die Figur Die kleine Mundharmonika und schrieb ein gleichnamiges Kinderbuch mit Illustrationen von Christoph Heuer. Diese erste Geschichte der kleinen Mundharmonika wurde zusätzlich als Hörbuch veröffentlicht. Aufgrund der Zusammenarbeit mit dem Mundharmonikahersteller Hohner konnte Chris Kramer eine Sonderedition einer Mundharmonika mit einer Gravur des illustrierten Schriftzugs Die kleine Mundharmonika produzieren. 2020 schrieb Chris Kramer das Buch Die kleine Mundharmonika und die Coronaviren, das ebenfalls als Hörbuch erschien. Es folgten weitere Projekte, bei denen er Schulkindern die Notwendigkeit der Corona-Hygieneregeln vermittelte.
Die Geschichte der kleinen Mundharmonika wurde 2015 in Zusammenarbeit mit der zuvor gegründeten Stiftung und verschiedenen Grundschul-Klassen als Musical im Theater Marl uraufgeführt. Es folgten 2016 weitere Musicalaufführungen in Datteln, Schwerte und Haltern und erneut in Schwerte 2018 mit jeweils ca. über 100 Beteiligten je Produktion.

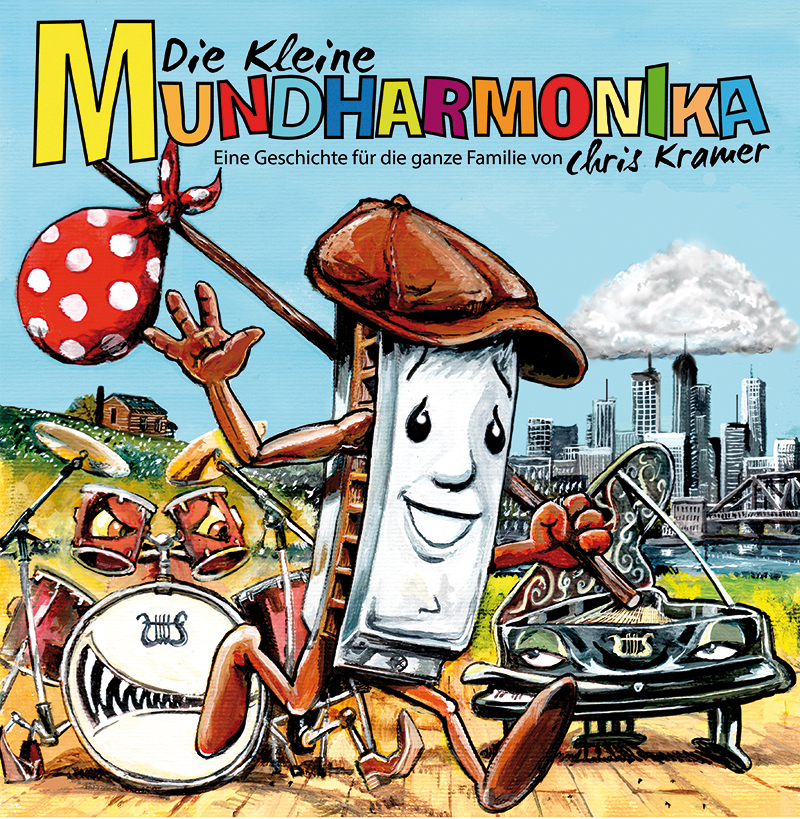
Die kleine Mundharmonika

## Auszeichnungen
- Gewinner des German Blues Awards des in der Kategorie „Best Blues-Harp“ (2010, 2012, 2014, 2016, 2018, 2019 und 2020)
- 2016 Gewinn der German Blues Challenge (GBC) mit „Chris Kramer & Beatbox ’n’ Blues“
- 2019 German Blues Award in der Kategorie „Beste Blues CD“ für das Album Way back Home

## Bücher
- Die XB 40
- Easy Blowin’ – Das Liederbuch für Mundharmonika
- Easy Blowin’ Vol. 2
- Learning Blues Harp
- Didgeridoo
- Die kleine Mundharmonika

## Diskographie
- 1995: Bluebyrds – Born with the Blues
- 1995: Bluebyrds – Saw The Light
- 1996: Bluebyrds – Don't Ask Me Who's To Blame
- 2000: „Crazy“ Chris Kramer – Journey (feat. Helge Schneider, Pete York, Collin Hodgkinson, Albie Donnelly, Hakim Ludin u. a.)
- 2001: „Crazy“ Chris Kramer – & Friends Vol.1 u. a. mit Jack Bruce, Pete York, Helge Schneider, Collin Hopkins
- 2001: Bluebyrds – Live: Made in Germany
- 2002: „Crazy“ Chris Kramer – & Friends Vol.2 u. a. mit Günter H. Müller, Hakim Ludin, Slidin’ John
- 2003: „Crazy“ Chris Kramer – & Friends Vol.3 u. a. mit Jack Bruce, Helge Schneider, Collin Hodgkinson, Albie Donnelly
- 2008: Chris Kramer – Choräle auf der Blues Harp
- 2008: Chris Kramer and his Groovehands – Any Kind of Music
- 2008: „Crazy“ Chris Kramer – Komm mit mit Jens Filser, Mirko van Stiphaut, Jörg Hamers, Martin Engelien, Thomas Kässens, Niclas Floer
- 2009: „Crazy“ Chris Kramer – Unterwegs (u. a. mit Mick Taylor)
- 2010: „Crazy“ Chris Kramer – Chicago Blues (mit Pinetop Perkins, Willie „Big Eyes“ Smith, Bob Stroger, Frank Karkowski; Special Guests: Mick Taylor und Riley Osborne)
- 2012: Chris Kramer – Kramer kommt
- 2013: Chris Kramer – Unterwegs zur Sonne
- 2013: Chris Kramer – Chicago Blues ENGLISH VERSION (mit Pinetop Perkins, Willie „Big Eyes“ Smith, Bob Stroger, Frank Karkowski; Special Guests: Mick Taylor und Riley Osborne)
- 2013: Chris Kramer – Chris(t)mas
- 2015: Chris Kramer – Die kleine Mundharmonika (Musik-CD + Hörbuch)
- 2017: Chris Kramer & Beatbox ´n´ Blues – On the way to Memphis mit Sean Athens & Kevin O Neal
- 2018: Chris Kramer & Beatbox ´n´ Blues – Way back Home mit Sean Athens & Kevin O Neal
- 2019: Chris Kramer – Chris(t)mas time again mit Nina Zaborowski, Heike Meering, Niclas Floer
- 2020: Die kleine Mundharmonika – Die kleine Mundharmonika und die Coronaviren (Hörbuch) Digital
- 2021: Die kleine Mundharmonika – Die kleine Mundharmonika und die gute Nacht (Hörbuch) Digital
- 2025: Chris Kramer & Paddy Boy Zimmermann – Tales of Tampa

## DVDs
- 2008: „Crazy“ Chris Kramer – Live and Solo
- 2015: Chris Kramer – Die kleine Mundharmonika (live in Marl)